# Pseudeusemia collaris
Pseudeusemia collaris är en fjärilsart som beskrevs av Embrik Strand 1911. Pseudeusemia collaris ingår i släktet Pseudeusemia och familjen mätare. Inga underarter finns listade i Catalogue of Life.